# Spathidexia dunningii
Spathidexia dunningii är en tvåvingeart som först beskrevs av Daniel William Coquillett 1895.  Spathidexia dunningii ingår i släktet Spathidexia och familjen parasitflugor. Inga underarter finns listade i Catalogue of Life.